# Kabei
Kabei (spreek uit: kabee-ie) is een werkwoord in Esperanto, dat het verschijnsel aanduidt dat iemand, na zich actief voor Esperanto te hebben ingezet, plotseling alle banden met Esperanto verbreekt.
Het woord betekent letterlijk "Kabeën" en is afgeleid van "Kabe", het pseudoniem van Kazimierz Bein (1872-1952). Deze Pool droeg in de beginperiode van het Esperanto veel bij aan de ontwikkeling van de taal door het vertalen van literatuur. In 1911 verliet hij echter plotseling zonder toelichting de beweging.
Het verschijnsel heeft waarschijnlijk te maken met de hoge verwachtingen waarop de traditionele ideologie die met Esperanto is verbonden is gestoeld, bijvoorbeeld dat de hele wereld "spoedig" Esperanto zal leren en dat de wereldvrede kan worden bereikt door meer contact tussen de volken. Kabei is waarschijnlijk een uiting van desillusie in ofwel deze idealen ofwel de mensen die ze aanhangen.